# Hàn Tín
Hàn Tín (giản thể: 韩信; phồn thể: 韓信; bính âm: Hán Xìn; 230 TCN – 196 TCN), thường gọi theo tước hiệu là Hoài Âm hầu (淮陰候), là một danh tướng của nhà Hán được người đời sau ca ngợi là Binh Tiên với khả năng cầm quân bách chiến bách thắng, thiên hạ vô địch. Ông được Hán Cao Tổ Lưu Bang ca ngợi là "Nắm trong tay trăm vạn quân đã đánh là thắng, tiến công là nhất định lấy thì ta không bằng Hoài Âm hầu." thời Hán Sở tranh hùng.
Cùng với Trương Lương và Tiêu Hà, ông là một trong "Hán sơ tam kiệt" (汉初三杰) có công rất lớn giúp Hán Cao Tổ Lưu Bang đánh bại Hạng Vũ, lập nên triều đại nhà Hán kéo dài hơn 400 năm.

## Tiểu sử
Theo sách Tây Hán chí thì Hàn Tín, người ở Hoài Âm, nước Sở. Cha mẹ mất sớm phải sống côi cút từ bé, nhà nghèo phải làm nghề câu cá.
Khi mẹ mất, vì muốn xây cất cho mẹ ngôi mộ ở nơi đẹp đẽ trên núi cao mà bán cả nhà cửa, xách kiếm đi lang thang ngoài chợ. Thấy Hàn Tín "tuy cao lớn lại thích mang đao kiếm", có gã hàng thịt ở chợ thách đâm, nếu không dám đâm thì phải chui qua háng của gã. Hàn Tín chọn chui qua háng, mọi người thấy vậy đều chê cười.
Cũng có một người hàng xóm thấy Tín không phải người tầm thường, cũng gọi Tín đến ăn cùng bữa. Được một thời gian, vợ người này khó chịu ra mặt với ông khách "vô tích sự suốt ngày đến ăn chực" nên cố tính làm bữa ăn trước, Hàn Tín đến thì họ đã ăn xong cả rồi, ông biết ý nên từ đó không đến nữa, lại bỏ ra sông câu cá tiếp.

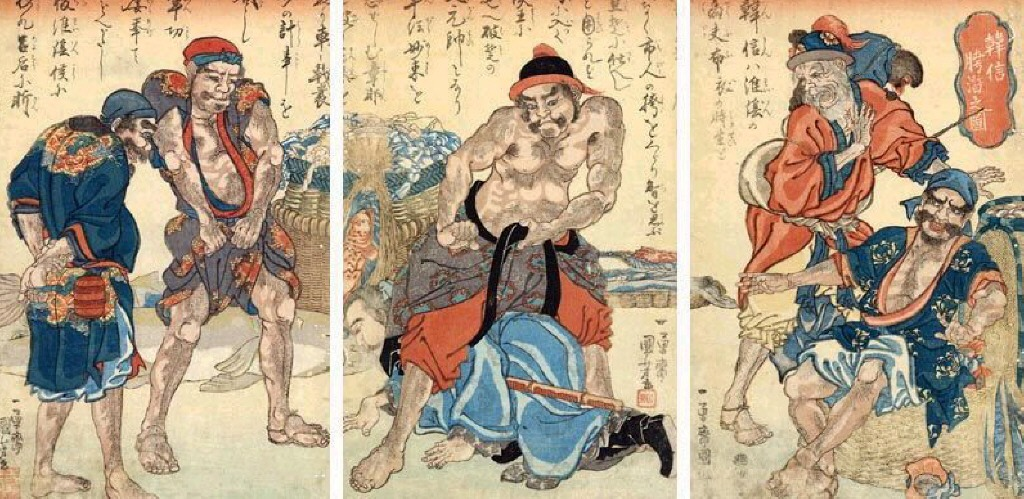
Tranh vẽ cảnh Hàn Tín bị anh hàng thịt hạ nhục.

Có hôm không câu được cá, Tín không có gì ăn, được một bà lão giặt lụa (phiếu mẫu) cho ăn, ông hứa hẹn: "Sau này Tín tôi làm nên, nhất định báo ơn ngàn vàng". Phiếu mẫu đáp: "Cậu là con trai , còn không lấy nổi miếng ăn, lão thấy tội nên mới giúp. Không cần báo đáp làm chi"

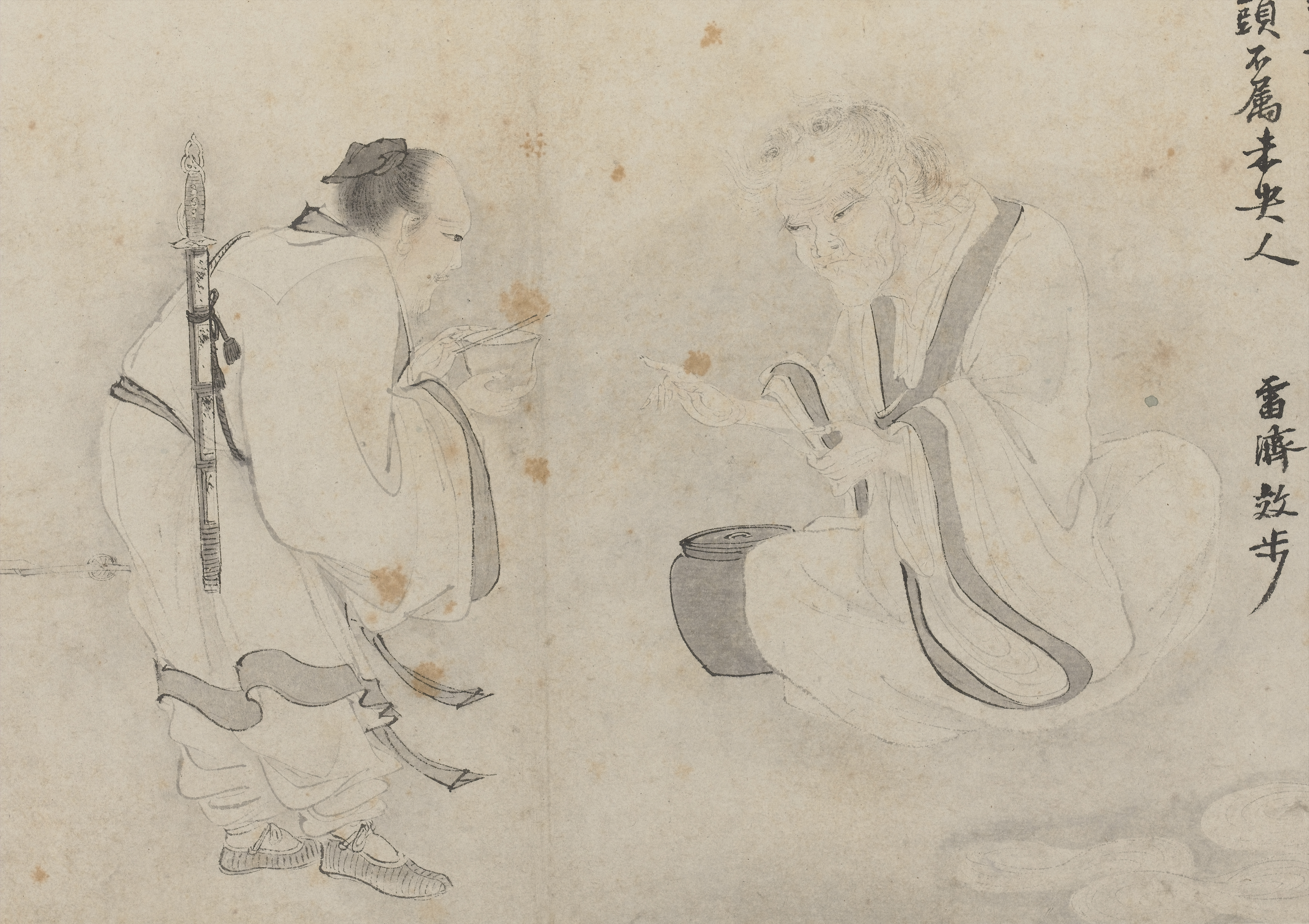
Hàn Tín nhận thức ăn từ bà lão.

Mọi người thấy thế đều cho ông là người thấp kém, hèn hạ.

## Buổi đầu lập thân
Năm 209 TCN, Trần Thắng khởi nghĩa chống nhà Tần, các thế lực khác theo đó cũng nối nhau nổi dậy, Hàn Tín ra bờ sông Vị Thủy cầm kiếm xin tham gia nghĩa quân của hai chú cháu họ Hạng. Ông được Hạng Lương là thế tộc nước Sở thu nhận. Tuy nhiên, Hạng Lương và cháu là Hạng Vũ xem thường Hàn Tín xuất thân thấp kém, lại mang nỗi nhục chui háng kẻ khác nên chỉ cho làm chấp kích lang (vác kích đứng hầu). Hạng Lương giao chiến với Chương Hàm ở Định Đào, Hàm cố thủ không ra, Hàn Tín nhận ra âm mưu đánh úp cướp trại của y, nói với Hạng Lương nhưng bị ông coi thường, quát đuổi đi. Quả nhiên đến đêm Chương Hàm mở cửa thành đánh úp, Hạng Lương bị chém chết do không nghe lời Hàn Tín. Sau đó Hàn Tín vẫn làm chấp kích lang ở trướng Hạng Vũ. Nhiều lần ông bày mưu cho Hạng Vũ, nhưng Hạng Vũ không dùng.

## Bỏ Sở theo Hán
Lưu Bang dẫn quân vào Quan Trung, nhà Tần kết thúc, theo lời ước của Sở Hoài vương thì ông sẽ được phong làm vua Quan Trung. Hạng Vũ đánh bại và thu hàng Chương Hàm, dẫn chư hầu vào bội ước. Lưu Bang không dám kháng cự, Hạng Vũ gọi ông đến Hồng Môn yến định giết đi nhưng cuối cùng lại tha. Khi ra về, Trương Lương, người đi cùng Lưu Bang gặp một lính canh ngồi ngoài cửa, người này vỗ kích mà hát rằng:
Gấu đói mà xuống sườn non;
Lật đá thấy kiến, nuốt luôn tức thì.
Bật ho, kiến lại thoát đi;
Nguy sao nguy bấy, kìa kìa có hay!"
Trương Lương ngoảnh lại, thấy người ấy cười nhạt, hỏi tại sao cười, người này đáp "Phạm Tăng uổng phí tâm cơ, Trương Lương giỏi biết chân chúa. Hôm nay thoát nạn Hồng Môn, ngày sau trấn giữ hoàn vũ." rồi bỏ đi. Người này chính là Hàn Tín.
Lưu Bang được phong làm Hán vương, cắt đất Hán Trung, đường đi phải qua sạn đạo, giữa đường, Trương Lương bái biệt, nói: "Thần ra đi lần này, để làm cho đại vương ba việc, một là thuyết phục Bá vương (Hạng Vũ) dời đô về Bành Thành, để Quan Trung là nơi đại vương đóng đô; hai là thuyết phục chư hầu phản Sở theo Hán và khiến Bá vương không có ý định Tây chinh nữa; ba là tìm cho đại vương một nguyên soái phá Sở, định thiên hạ. Người này thần sẽ viết một bức thư để làm tin, thấy thư này thì nguyên soái phá Sở tức là người mang thư." Nói rồi ông quay ngựa, đi được một đoạn thì phóng lửa đốt rụi sạn đạo, Hán vương hết đường trở ra.
Trương Lương về Hàm Dương, đến chơi nhà Hạng Bá, đọc được một bản sớ bày cách phòng bị Hán vương cho Bá vương, ông giật mình toát mồ hôi, cảm thấy cực kỳ may mắn vì kế này chưa được Hạng Vũ dùng, bèn hỏi thăm Hạng Bá, biết người viết sớ là Hàn Tín, ông đã biết đây là người hiền sĩ, cần phải tiến lên Hán vương.
Sau đó, Hạng Vũ trúng kế Trương Lương, ra lệnh dời đô về Bành Thành, một người văn sỹ là Hàn Sinh hết sức khuyên can, Vũ tức giận sai Hàn Tín đem Hàn Sinh bỏ vạc dầu. Hàn Sinh ra đến trước vạc dầu, lớn tiếng nói với đám đông đang đứng xem về tương lai Hán diệt Sở. Hàn Tín nói: "Ông can thiên đô, trăm họ đều cho là chết oan, nhưng riêng tôi lại cho là đáng chết." Hàn Sinh không phục, Tín nói: "Ông làm gián nghị, khi Bá vương giết Tống Nghĩa, phó tướng giết chủ tướng, sao ông không can gián? Khi chôn sống hai mươi vạn quân Tần đã đầu hàng, khiến người Tần oán hận thấu xương, sao ông không can gián? Khi chém Tử Anh, quật mộ Thủy Hoàng, sao ông không can gián? Nay tội ác đã nhiều, chẳng sao mà gỡ được nữa ông mới can gián, chẳng phải muộn lắm sao? Thế nên ông phải chịu bị giết vậy. Phạm Tăng so với ông thế nào, còn không can gián nổi. Nay ông chết, chỉ có thể oán kẻ đã tác động khiến Bá vương muốn dời đô, ta dám nói, kẻ đó đang đứng trong đám đông kia, và cũng chính là kẻ đã đốt rụi sạn đạo dạo trước.", nói rồi bỏ Hàn Sinh vào vạc nấu chết. Quả thật Trương Lương đang đứng xem, nghe thấy vậy giật mình vội nấp đi. Khi Hàn Tín về nhà, Trương Lương bám theo sau, biết được nhà Tín, bèn bày ra kế bán kiếm để thuyết phục ông sang phe Hán. Trương Lương mang một thanh kiếm đến chỗ Tín, nói rằng mình có ba thanh kiếm, một là kiếm thiên tử Bạch Hồng Tử Điện (白虹紫電) vốn của Ngô vương Hạp Lư, đã bán cho Hán vương Lưu Bang, hai là kiếm tể tướng Long Tuyền Thái A (龍泉太阿), đã bán cho Tiêu Hà, còn một thanh kiếm nguyên soái Can Tương Mạc Tà (干將莫邪), chưa chủ. Lương bèn tặng Tín thanh kiếm này, nói rằng người xứng với kiếm thì tặng chứ không lấy tiền.
Hàn Tín đồng ý theo về Hán, nhận thư của Trương Lương, bỏ đi về Quan Trung. Vì sạn đạo không còn nên ông phải đi đường núi. Trước đó Phạm Tăng cũng biết tài Hàn Tín, khuyên Hạng Vũ dùng, nếu không dùng thì giết đi, Vũ không nghe, cho Tín là kẻ hèn hạ, không dùng cũng chẳng giết. Phạm Tăng không biết làm thế nào, bèn ra lệnh cho quân gác ở lối vào Quan Trung không cho Tín đến hàng Hán, Hàn Tín gặp một nhóm mấy người bèn giết sạch rồi đi tiếp. Giữa đường núi gặp người tiều phu, Hàn Tín hỏi đường rồi lại sợ người này bị quân Sở bắt sẽ khai ra mình, bèn chém chết rồi chôn đi, khấn: "Chẳng phải Hàn Tín này hạnh kém, thực là vì bất đắc dĩ vậy! Ngày sau nếu làm nên, nhất định sẽ quay lại đây hậu táng cho ông để báo đáp ân đức". Đi tiếp gặp một người thợ săn là Tân Kỳ, được tiếp đãi, Hàn Tín bèn kết nghĩa huynh đệ, hẹn sau này đi đánh Sở sẽ gọi Tân Kỳ đi cùng.

## Nhờ tiến cử của Tiêu Hà
Hàn Tín đi đến đất Thục, nhưng không muốn đưa thư tiến cử của mình cho Đằng công Hạ Hầu Anh (lúc này chịu trách nhiệm về việc chiêu hiền đãi sĩ). Ông đến gặp Hạ Hầu Anh. Hai người nói chuyện cả nửa ngày, Đằng công thấy Hàn Tín mười ba môn thao lược, kiêu dũng, tán kỵ, thiên văn, địa lý, ghi chép, cơ biến, thuyết khách, toán pháp, học sỹ, y học, gián điệp, quân lương đều nói trôi chảy, cái gì cũng biết, cũng tinh, bái phục vô cùng, liền đến nhà Tiêu Hà giới thiệu. Tiêu Hà sau đó cũng kinh ngạc tài Hàn Tín, hai người bàn nhau tiến cử lên Hán vương.
Hai người cùng vào tâu với Lưu Bang. Lưu Bang cũng có định kiến về quá khứ xin ăn, chịu nhục chui háng của Hàn Tín, lại vẫn chờ người Trương Lương tiến cử, chỉ cho ông làm đô úy coi lương thực.
Đường từ Hàm Dương vào Thục xa xôi, hiểm trở, Lưu Bang cùng các tướng di chuyển trong thời gian khá lâu. Khi Hán Vương đến đất Nam Trịnh, trên đường đi, các tướng thấy cõi Thục độc địa bỏ trốn đến mấy chục người. Hàn Tín xem chừng Tiêu Hà và Hạ Hầu Anh đã mấy lần tâu với Lưu Bang nhưng Lưu Bang không dùng mình, nên cũng bỏ đi. Tiêu Hà nghe tin Hàn Tín bỏ đi, nói: "Nếu không có Hàn Tín thì chúng ta sẽ đều chết già ở Bao Trung này hết" rồi vội vàng lên ngựa đuỏi theo ngay, không kịp báo cho Hán vương biết. Đến bờ sông thấy Tín chưa tìm được cách qua sông, ông liền đến thuyết phục, gặp cả Hạ Hầu Anh cũng đi tìm Hàn Tín, Hàn Tín nghe lời, liền quay lại cùng hai người. Từ sự việc này mà có điển tích Tiêu Hà dưới nguyệt tìm Hàn Tín.
Lưu Bang coi Tiêu Hà như cánh tay phải, lúc đó đứng ngồi không yên. Mãi hai hôm sau Tiêu Hà mới về, giãi bày hết với Hán vương và ra sức tiến cử Hàn Tín: 
Các tướng đều dễ kiếm thôi, còn như Tín là kẻ quốc sĩ, có một không hai. Nhà vua nếu cứ muốn làm vương mãi ở Hán Trung, thì chẳng cần Tín làm gì chứ nếu muốn tranh lấy thiên hạ thì ngoài Tín ra chẳng có thể bàn công việc với ai.
Lưu Bang dù chưa thật tin nhưng vì sự khẩn khoản của Tiêu Hà mà phong cho Hàn Tín làm đại tướng. Khi Hán vương làm trai giới, lập đàn để phong ông, cả ba quân đều kinh ngạc, không nghĩ rằng người như ông lại được lên làm đại tướng.
Hàn Tín lên đàn nhận phong xong, bèn phân tích cho Hán vương về những thế mạnh, yếu của Hạng Vũ và phương sách đánh bại Sở. Hán vương bắt đầu nhận ra tài năng của ông. Về sau mới biết Tín là người được Trương Lương tiến cử nên Lưu Bang lại càng xem trọng.

## Bình định Tam Tần
Tháng tám năm 206 TCN, Hàn Tín được phong làm đại tướng, bắt đầu ra quân bình định Tam Tần, do các vua chư hầu Chương Hàm (Ung vương), Tư Mã Hân (Tắc vương) và Đổng Ế (Địch vương) án ngữ làm phiên giậu cho Sơn Đông để cản đường Lưu Bang. Ông giả cách sai người đi sửa đường sạn đạo, vốn mất rất nhiều công sức thời gian, khiến Tam Tần yên trí rằng quân Hán còn lâu mới ra được cửa ải. Nhưng thực ra Hàn Tín dẫn đại quân đi theo đường Trần Thương đi qua huyện Cố Đạo đánh úp Ung Vương Chương Hàm. Chương Hàm đón đánh quân Hán ở Trần Thương. Hàn Tín giả thua chạy, sau đó dùng kế hỏa công mai phục đốt Chương Hàm. Ung vương bị thua chạy về, dừng lại đánh đất Hạo Trĩ, lại thua trận, bỏ chạy đến Phế Khâu. Hán vương đuổi theo, bình định đất đai của Ung vương, đi về đông đến Hàm Dương, lại cho một cánh quân riêng vây Ung vương ở Phế Khâu, còn sai các tướng bình định Lũng Tây, Bắc Địa, Thượng Quận.
Hàn Tín sau đó đánh Phế Khâu, thấy thành kiên cố dễ thủ khó công. Sau khi đi thị sát, ông nói với Tào Tham:
Dưới chân thành, con sông Bạch Thủy chảy vòng quanh từ Tây Bắc sang Đông Nam, làn nước rất mạnh. Nếu ta dùng bao cát đắp ngang mặt sông, cho nước dâng lên, tràn vào thành, quân địch ắt phải vào bụng cá hết.
Tào Tham theo kế, đem 1000 quân xuống phía nam Phế Khâu lấy bao cát lấp nước, dẫn nước chảy thẳng vào thành. Chương Hàm phải bỏ thành chạy về Đào Lâm.
Năm 207 TCN, Hàn Tín lại điều quân đánh Tắc Vương Hân, Địch vương Ế. Bị đánh bất ngờ, Tư Mã Hân và Đổng Ế đầu hàng. Hàn Tín kéo về đông, Hà Nam vương Thân Dương cũng đầu hàng theo. Hán Vương muốn đánh ngay Hàm Dương, Hàn Tín chủ trương diệt Chương Hàm trước, được Hán Vương đồng ý. Hàn Tín đem quân đánh Đào Lâm, Chương Hàm tự sát, Hàm Dương nghe tin liền đầu hàng. Đến đây thì Tam Tần bị diệt, Quan Trung rơi vào tay Hán Vương.
Sau khi giết Hàn vương Thành, Hạng Vũ cho người thân tín của mình là Trịnh Xương làm Hàn vương. Hàn vương không chịu đầu hàng Hán. Hàn Tín mang đại quân đánh bại Xương.

## Chặn đứng quân Sở ở Huỳnh Dương
Hàn bị đánh bại, Lưu Bang lập người tôn thất nước Hàn, đang làm thái uý, cũng tên là Hàn Tín làm Hàn vương, gọi là Hàn vương Tín. Tây Nguỵ vương Báo hàng Hán, cùng hợp binh với Hán đánh Ân. Ân vương Tư Mã Ngang bị bắt sống.
Hàn Tín ở lại giữ Quan Trung, Hán vương cùng các tướng tiếp tục đông tiến, dụ thêm nước Triệu hội quân đánh Sở. Lúc đó Tây Sở Bá vương Hạng Vũ đang sa lầy chiến tranh ở nước Tề, chưa diệt được Điền Quảng và Điền Hoành, Hán vương gom quân chư hầu được 56 vạn rầm rộ tiến vào chiếm cứ kinh đô Sở là Bành Thành. Hạng vương mang 3 vạn tinh binh trở về đánh tan tành quân Hán ở Bành Thành. Quân Hán tan tác trở về.
Một loạt chư hầu thấy Sở thắng Hán lại theo Sở như Tư Mã Hân, Đổng Ế, Triệu Yết. Cả Điền Hoành nước Tề cũng giảng hoà với Sở. Thế quân Sở mạnh lên, Hạng Vũ mang quân tây tiến đánh Hán.
Hàn Tín thu binh, họp với Hán Vương ở Huỳnh Dương. Hạng Vũ tiến quân truy đuổi Lưu Bang. Hàn Tín tâu với Hán Vương:
Tôi ở Hàm Dương đã chế ra được vài trăm cỗ xe để dự bị đánh Sở, loại xe này gọi là chiến xa, có tác dụng rất mạnh trong trận chiến thuộc bình nguyên. Huỳnh Dương cách đây ba mươi dặm, có một khu đất bằng có thể áp dụng chiến xa được. 
Hán Vương nghe nói liền sai thợ ngày đêm theo mẫu của Hàn Tín chế tạo, được hơn 3,000 chiếc dự bị để đánh Sở.
Hạng Vương đem quân đến, được Hàn Tín gửi thư cho, đại để viết:
Nguyên soái nhà Đại Hán Hàn Tín trao thư Tây Sở Bá Vương khán hạ.
Tín vẫn có sung vào chức Chấp kích lang của Sở, song trước kia cùng với Bá vương lập vua Hoài vương, quay mặt về Bắc xưng thần, đồng triều chấp sự, thì Tín là tôi của vua Nghĩa Đế chứ không phải là tôi của Sở, lẽ ấy đã rõ ràng. Chẳng ngờ Đại vương lại giết vua Nghĩa Đế, chuyên chế chư hầu, thiên hạ oán vọng, còn Tín cũng lấy làm đau lòng. Những muốn vung gươm giết đứa đại nghịch trả thủ cho vua, nhưng xét thấy tài hèn sức yếu chưa làm nổi chuyện đó, đành phải sang đầu Hán để bá cáo tội ác cho thiên hạ biết. Vừa rồi, Tín đóng quân tại Hàm Dương, không đi đánh Sở, thất cơ một chút đến nỗi quân thua. Nay Tín thống lãnh hùng binh, áo trắng cờ tang, thi vũ tại Huỳnh Dương trước rửa hờn cho vua Nghĩa Đế, sau vì Hán vương tuyết sĩ. Đại vương phen này khó mà toàn mạng được. Tín báo trước cho Đại vương giữ mình.
Hạng Vương xem xong tức lắm, quát:
Thằng luồn trôn khốn nạn đó đã dám dùng lời vô lễ với ta. Phen này, ta thề không bắt được đứa phản phúc quyết không trở về.
Hôm sau Hạng Vương đem quân ra đánh với Hàn Tín, Hàn Tín thua chạy, đến sông Kinh Sách thì qua cầu xong quay mặt lại chờ Hạng Vương. Hạng Vương đuổi theo, vừa qua cầu thì Hàn Tín sai quân chặt cầu, lại sai đem chiến xa ra làm tường lũy, bắn tên tua tủa vào quân Sở. Quân Sở không thoát được đều bị giết hết, Hạng Vương dẫn theo Quý Bố phá vây mà chạy. Hai nước Hán Sở lại lâm vào thế giằng co.

## Diệt Nguỵ
Tháng 6 năm 205 TCN, Ngụy vương Báo lấy cớ xin nghỉ để về thăm cha bị bệnh. Về đến nước, Ngụy vương liền cắt đường giao thông ở Hà Quan, phản lại Hán, giao hiếu với Sở.
Hán vương sai Lịch Tự Cơ thuyết phục Báo, nhưng Báo không nghe.
Tháng tám năm 205 TCN, Lưu Bang phong Hàn Tín làm Tả thừa tướng để đánh Ngụy. Ngụy Báo đem nhiều binh đến Bồ Bản chặn cửa sông Lâm Tấn. Hàn Tín dàn thêm nghi binh, bày thuyền bè như muốn vượt qua sông Lâm Tấn; nhưng trái lại dùng phục binh đi đường đất Hạ Dương, lấy thùng gỗ để cho quân vượt qua sông, đánh úp đất An Ấp.
Ngụy vương Báo cả tin, đem binh quan về đánh trả nhưng đã muộn. Hàn Tín đánh chiếm đất Nguỵ, bắt Báo cầm tù, bình định đất Ngụy, làm thành quận Hà Đông.
Hán vương sai Trương Nhĩ cùng với Hàn Tín đem binh sang đông đi về hướng Bắc, đánh nước Triệu và nước Đại.

## Lấy Triệu
Tháng chín nhuận năm 205 TCN, Hàn Tín phá quân Đại, bắt được Thừa tướng Hạ Duyệt, người được Đại vương Trần Dư ủy quyền cai quản nước Đại ở đất Ứ Dự. Lúc đó chiến sự giữa Hán và Sở đang rất gay go, Hán vương bị Sở Bá vương tấn công mạnh mẽ. Hán Vương nghe tin ông diệt liền hai nước, liền sai người thu tinh binh của ông đem đến Huỳnh Dương để chống Sở.
Hàn Tín và Trương Nhĩ mộ quân mới, được mấy vạn quân, đi về phía Đông xuống Tỉnh Hình để đánh Triệu. Vua Triệu và Trần Dư nghe tin quân Hán sắp đánh úp, bèn tụ tập quân đội ở Tỉnh Hình, phao tin là hai mươi vạn. Tướng Triệu là Lý Tả Xa bày mưu cho Trần Dư nên cố thủ và chặn đường vận lương của quân Hán nhưng Trần Dư không nghe theo.
Hàn Tín sai người sang thám thính, biết mưu của Lý Tả Xa không được dùng, bèn đem quân thẳng xuống. Chưa đến cửa Tỉnh Hình, cách ba mươi dặm, dừng lại cắm trại. Nửa đêm truyền lệnh xuất phát. Chọn hai nghìn quân kỵ trang bị nhẹ, mỗi người cầm một lá cờ đỏ đi theo đường tắt lén lút sang nói theo dõi quân Triệu.
Ông ra lệnh: 
Triệu thấy ta chạy, thế nào cũng bỏ trống thành mà đuổi ra. Các ngươi tiến vào ngay trong thành, nhổ cờ của Triệu dựng cờ đỏ của Hán.
Sau đó ông sai các tỳ tướng truyền bảo ăn cơm lót lòng thôi, và nói:
Hôm nay phá quân Triệu xong sẽ họp nhau ăn tiệc.
Các tướng nghe lệnh nhưng vẫn nghi hoặc không ai tin.
Sau đó Hàn Tín nói với tướng sĩ: 
Quân Triệu đã giữ địa thế tiện lợi trước để xây đồn lũy, chúng lại chưa thấy cờ trống, đại tướng của ta nên chưa chịu tiến lên đánh đội tiên phong vì chúng sợ ta đến nơi đường hẹp, hiểm trở thì quay lại.
Rồi ông sai một vạn người đi trước bày trận quay lưng ra sông. Đó là phép tối kỵ trong binh pháp vì theo binh pháp, phải dựa vào núi và nhìn ra sông, nếu tựa vào sông sẽ bị kẻ địch đánh dồn tới hết đường chạy, đó là chỗ chết. Vì thế quân Triệu ở xa nhìn thấy, cười vang.
Lúc bình minh, Tín dựng cờ đại tướng, đánh trống lên, kéo quân ra cửa Tỉnh Hình. Quân Triệu mở cửa lũy, đánh nhau to một hồi lâu. Bấy giờ Hàn Tín, Trương Nhĩ vờ bỏ cờ trống chạy đến đạo quân gần sông. Đạo quân gần sông rẽ ra, đón lấy họ, rồi lại chiến đấu dữ dội. Quân Triệu quả nhiên bỏ thành ra tranh lấy cờ trống của Hán, đuổi theo Hàn Tín, Trương Nhĩ. Sau khi Hàn Tín, Trương Nhĩ đã nhập vào đạo quân ở gần sông thì quân đội đều liều chết chiến đấu không thể nào đánh bại được. Hai nghìn quân kỵ mà Tín đã cho đi từ trước chờ đến khi quân Triệu bỏ lũy trống đuổi theo để lấy cờ trống của Hán, liền ruổi nhanh vào trong thành, nhổ tất cả cờ xí của Triệu để dựng hai nghìn lá cờ đỏ của Hán.
Quân Triệu đã không thắng, không bắt được Hàn Tín và các tướng Hán, muốn quay trở về đồn, nhưng trong thành toàn là cờ đỏ của Hán thì cả sợ, cho rằng quân Hán đã bắt được tướng của Triệu vương rồi. Quân sĩ hỗn loạn bỏ chạy. Tướng Triệu chém cũng không ngăn được. Quân Hán hai bên áp lại, phá tan quân Triệu, chém Trần Dư trên sông Chi Thủy, bắt sống Triệu vương Yết.

## Bàn binh pháp, thuận tay thu Yên
Hàn Tín ra lệnh cho quân đội không được giết Lý Tả Xa, ai bắt sống được ông ta thì thưởng ngàn vàng. Có người trói Tả Xa nộp dưới cờ, Tín bèn cởi trói cho ông ta và cho ngồi quay mặt về hướng Đông, còn mình ngồi quay mặt về hướng Tây, thờ làm thầy.
Các tướng đem thủ cấp và tù binh đến nộp đâu đấy và chúc mừng. Các tướng nhân dịp hỏi ông: 
Binh pháp nói "Bên phải sau lưng thì núi gò, trước mặt bên trái thì sông đầm" nay tướng quân lại sai bọn chúng tôi quay lưng ra sông mà bày trận, nói rằng phá xong quân Triệu sẽ ăn cơm. Bọn chúng tôi không phục nhưng kết quả lại thắng, không biết đó là thuật gì?
Ông đáp: 
Điều đó ở trong binh pháp, chỉ có điều các anh không xét đến mà thôi. Chẳng phải binh pháp có nói: "Hãm vào đất chết thì sau nó mới sống, dắt vào chỗ mất thì sau nó mới còn" đó sao? Vả chăng Tín không phải có những tướng sĩ đã từng được huấn luyện. Đây cũng như người ta nói là kéo những người ngoài chợ bắt họ đi đánh. Tình thế này nếu không đặt họ vào nơi đất chết khiến cho người nào cũng vì mình mà chiến đấu thì không được. Nếu như ta để cho họ vào nơi đất sống thì họ đều bỏ chạy, ta còn làm sao dùng họ được nữa.
Theo kế của Lý Tả Xa, Hàn Tín cho quân nghỉ ngơi, bình định nước Triệu, rồi sai người mang một bức thư sang nước Yên dụ Yên vương Tang Đồ. Tang Đồ sợ thế quân Hán bèn xin theo.
Tín lại sai sứ báo với Hán, nhân tiện xin lập Trương Nhĩ làm Triệu vương để cai trị và vỗ về nước này. Vua Hán ưng thuận, bèn lập Trương Nhĩ làm Triệu vương.

## Bị Hán vương đoạt lại ấn tín
Hạng Vũ mấy lần sai kỳ binh vượt qua sông Hoàng Hà đánh Triệu. Triệu vương Nhĩ và Hàn Tín đi đi lại lại để cứu Triệu, nhân lúc đi lại bình định các thành ấp ở Triệu, đem binh đến giúp Hán vương.
Hạng vương đang bận vào việc vây Hán vương ở Huỳnh Dương, nên không thể dồn đại quân đánh Triệu. Hán vương bị quân Sở vây ngặt, phải trốn ra về phía Nam, đến giữa miền Uyển và Diệp, chạy vào Thành Cao. Hạng Vũ lại bao vây rất gấp.
Tháng Sáu năm 204 TCN, Hán Vương ra khỏi Thành Cao, chạy về hướng đông, vượt qua sông Hoàng Hà, chỉ có một mình Hạ Hầu Anh cùng đi. Hán vương theo quân của Trương Nhĩ đến Tu Vũ. Đến nơi, Hán vương nghỉ ở ngoài quán trọ. Sáng sớm, Hán vương tự xưng là sứ thần nhà Hán, phi ngựa vào trong thành Triệu. Trương Nhĩ, Hàn Tín chưa dậy, Hán vương vào trong phòng ngủ, lấy ấn tín và binh phù, dùng cờ mao để triệu tập các tướng, thay đổi chức vị các tướng.
Khi ông và Trương Nhĩ thức dậy, mới biết là Hán vương đã đến. Hán vương liền ra lệnh cho Trương Nhĩ giữ lấy đất Triệu, phong Hàn Tín làm Tướng quốc, thu quân đội của Triệu chưa phái đến Huỳnh Dương để đánh Tề.

## Phạt Tề

### Đánh úp Lâm Tri, ngăn nước giết Long Thư
Tín đem quân sang Đông, chưa vượt qua bến sông Bình Nguyên thì nghe tin sứ thần của Hán vương là Lịch Tự Cơ đã thuyết phục được nước Tề đầu hàng. Hàn Tín muốn dừng lại. Người biện sĩ đất Phạm Dương là Khoái Triệt bàn với Hàn Tín: 
Tướng quân nhận chiếu đánh nước Tề, nay Hán vương chỉ sai một người ly gián mà khiến nước Tề đầu hàng, nhưng đã có chiếu chỉ bảo tướng quân dừng lại đâu? Tại sao tướng quân lại không đi? Vả chăng Lịch Sinh là một kẻ sĩ kính cẩn múa ba tấc lưỡi mà hạ được hơn bảy mươi thành của nước Tề, tướng quân cầm mấy vạn quân hơn một năm mới hạ được hơn năm mươi thành của Triệu. Làm tướng quân mấy năm mà công không bằng một anh nhà nho hay sao?
Hàn Tín cho là phải, theo kế của Khoái Triệt, mang quân vượt qua sông Hà. Nước Tề đã nghe lời Lịch Sinh nên giữ Lịch Sinh ở lại uống rượu, triệt bỏ các quân đội để phòng ngự quân Hán. Hàn Tín nhân đó đánh úp quân Tề ở Lịch Hạ, đi đến Lâm Tri. Vua Tề là Điền Quảng cho rằng Lịch Sinh lừa mình nên nấu Lịch Sinh và trốn đến đất Cao Mật, sai sứ đến nước Sở để cầu cứu. Sau khi đã bình định Lâm Tri, Hàn Tín đi về hướng Đông, đuổi Quảng đến phía Tây đất Cao Mật.
Hạng vương nghe cầu cứu của Tề, bèn sai Long Thư làm tướng, phao là hai mươi vạn quân, đem quân đến cứu Tề. Vua Tề là Quảng cùng Long Thư dồn quân để đánh nhau với Hàn Tín.
Long Thư bày trận hai bên sông Tuy Thủy. Hàn Tín đang đêm sai người làm hơn một vạn cái đẫy đổ đầy cát chặn lấy thượng lưu dòng sông rồi đem quân qua nửa chừng đánh Long Thư, giả vờ thua, quay lưng bỏ chạy về. Long Thư quả nhiên mừng rỡ nói: 
Ta biết Hàn Tín nhát gan mà!
Bèn dẫn quân đuổi theo, qua sông. Lúc đó Hàn Tín cho người phá các bao đựng cát, nước sông chảy ào ào, đại quân của Long Thư quá nửa không qua được. Hàn Tín mới thúc quân đánh gấp, giết được Long Thư. Bộ phận quân của Long Thư phía đông dòng sông bỏ chạy tán loạn.
Vua Tề là Quảng chạy trốn. Hàn Tín liền đuổi theo đến đất Thành Dương, bắt bỏ tù tất cả lính Sở.

### Tề vương do dự
Năm 203 TCN, Hàn Tín bình định nước Tề, sai người nói với Lưu Bang:
| “ | Nước Tề là nước gian dối, hay gây biến, tráo trở. Biên giới phía nam là nước Sở, nếu không lập giả vương để giữ thì không thể bình định được. Xin cho tôi làm giả vương. | ” |

Lúc bấy giờ quân Sở đang vây Hán vương rất gấp ở thành Huỳnh Dương. Sứ giả của Hàn Tín đến, Hán vương mở phong thư ra, cả giận mắng: 
Tao đang nguy khốn ở đây, sớm chiều trông mày đến giúp thế mà mày lại muốn tự lập làm vương à?
Các mưu sĩ Trương Lương, Trần Bình giẫm vào chân Hán vương, nhân đấy ghé vào tai Hán vương nói:
Nhà Hán hiện nay bất lợi, có thể cấm không cho Tín làm vương được không? Chi bằng nhân đấy mà lập, đối xử với ông ta cho tử tế, khiến ông ta vì mình mà giữ. Nếu không sẽ sinh biến.
Hán vương nghe theo, liền sai Trương Lương đi lập Hàn Tín làm Tề vương, trưng dụng binh của ông đến đánh Sở.
Nghe tin Long Thư chết, Hạng vương lo lắng sai Vũ Thiệp, người Vu Thai đến nói với Tề vương Tín hãy phản Hán để chia ba thiên hạ nhưng ông từ tạ rằng: 
| “ | Tôi thờ Hạng vương, quan chẳng qua là lang trung, địa vị chẳng qua là cầm kích đứng hầu ở điện, lời nói ra không được nghe, mưu kế đưa ra không được dùng, cho nên tôi bỏ Sở mà theo Hán. Hán vương trao cho tôi ấn thượng tướng quân, giao cho tôi mấy vạn binh, cởi áo của mình để cho tôi được dùng. Cho nên tôi mới được như thế này. Phàm người ta hết sức tin cậy mình thành thực như thế mà mình phản lại là điều chẳng lành. Tôi dù chết cũng không thay lòng đổi dạ. Nhờ ông thưa lại với Hạng vương rằng Tín từ chối. | ” |

Sau khi Vũ Thiệp đi rồi, người nước Tề là Khoái Triệt biết rằng thiên hạ ai thắng ai bại là ở Hàn Tín, cũng ra sức thuyết phục ông cắt đất Tề, Yên, Triệu để chia ba thiên hạ, tạo thế chân vạc. Nhưng ông nói với Khoái Triệt rằng:
Vua Hán đối đãi tôi rất hậu, lấy xe của mình để cho tôi đi, lấy áo của mình để cho tôi mặc, lấy cơm của mình để cho tôi ăn. Tôi nghe nói "đi xe người ta thì lo điều lo của người ta, mặc áo của người ta thì mang điều lo nghĩ của người ta, ăn cơm người ta thì chết cho công việc của người ta". Tôi lẽ nào lại chạy theo lợi mà quên nghĩa?
Khoái Triệt cố phân tích mọi lẽ để thuyết phục ông thêm mấy lần nữa cũng không nổi vì Hàn Tín do dự không nỡ phản lại nhà Hán. Ông lại tự cho rằng mình lập được nhiều chiến công, vua Hán dẫu sao cũng không lấy mất nước Tề của mình, nên ông bèn từ tạ Khoái Triệt. Khoái Triệt nói không được, bèn giả điên, làm người thầy cúng.

## Đại chiến Cai Hạ
Sau hoà ước Hồng Câu, năm 202 TCN, Hán vương theo kế của Trương Lương, bội ước mang quân đánh úp Hạng vương, nhưng vẫn bị Hạng vương quay lại đánh cho đại bại ở Cố Lăng. Lưu Bang lo sợ, bèn theo kế của Trương Lương, triệu Hàn Tín cùng Bành Việt mang quân về giúp, hứa sẽ phong cho nhiều đất.
Hàn Tín cùng Bành Việt nghe theo, đem binh họp nhau với Hán vương ở Cai Hạ. Hạng vương thấy quân Hán ngày càng đông, biết không thắng được, bèn hạ lệnh quay về phía đông rút về Bành Thành. Hàn Tín đem quân tập kích quân Sở giữa đường, Hạng vương tức giận đem quân đuổi theo. Hàn Tín rút lui, trên đường đã đặt sẵn quân mai phục khắp các mặt. Hạng vương không biết là bẫy, đi đến đâu cũng bị quân Hán đổ ra tập kích, không sao thoát được, cuối cùng thì phải rút vào Cai Hạ. Mấy mươi vạn quân Hán siết chặt vòng vây, sử gọi kế đó của Hàn Tín là Thập diện mai phục.
Theo kế Trương Lương, Lưu Bang cho quân Hán bốn phía cùng ca bài ca nước Sở (tứ diện Sở ca). Quân Sở nghe tiếng hát, nghĩ là Sở bị Hán chiếm rồi, bèn đào ngũ trốn đi hết. Ái thê của Hạng vương là Ngu Cơ tự sát, Hạng vương cùng 800 thân binh phá vây, đến bờ Ô Giang thì chỉ còn 28 người. Có người đình trưởng chờ ở bờ sông muốn đưa Hạng vương qua sông về Giang Đông nhưng Hạng Vương từ chối rồi cùng 26 kỵ binh bỏ ngựa tử chiến. Hạng vương một mình giết mấy trăm người, chịu mười mấy vết thương, cuối cùng đâm cổ tự sát. Tây Sở bị diệt.

## Thời hậu chiến
Sau khi Hạng Vũ đã bị phá, Lưu Bang lập tức đoạt lấy quân của Tề vương Tín lần thứ hai (sau lần ở thành Tu Vũ).
Hàn Tín vừa lập được công xong lập tức bị tước binh quyền. Tới tháng 1 năm 202 TCN, Lưu Bang dời Tề vương Tín làm Sở vương, đóng đô ở Hạ Bì. Lưu Bang lên ngôi hoàng đế, lập ra vương triều Đại Hán, tức là Hán Cao Đế.
Hàn Tín về nước, biếu ngàn vàng đền ơn phiếu mẫu. Rồi ông lại gọi tên hàng thịt đã bắt mình luồn qua háng đến, gã này phủ phục xuống run cầm cập, Hàn Tín lại phong cho một chức trung úy. Tên này nói: "Trước đây tôi ngu lậu thô bỉ, chẳng biết ngài là bậc đại quý, ngộ phạm tôn nhan. Nay đội ơn không giết ngay, đã là độ lượng lắm rồi, sao còn dám nhận thêm phong thưởng." Tín nói: "Ta há lại làm như những kẻ tiểu nhân, ghi niềm tư phẫn mà báo phục, nhớ đức hay oán mà cho là mừng hay giận ư ? Ngươi cứ nhận lấy, chớ có nói nhiều.". Rồi ông nói với các tướng văn võ: 
Hắn là tráng sĩ đấy, lúc hắn làm nhục ta, nếu như ta lại giết đi thì đâu có ngày hôm nay? Ta mới nhẫn nhịn chịu nhục để được như ngày hôm nay, ấy cũng là công của hắn vậy. Cho nên ta mới phong cho hắn, há phải là tự nhiên đâu.
Viên tướng bỏ trốn của Hạng vương là Chung Ly Muội nhà ở núi Y Lư, vốn chơi thân với Tín. Sau khi Hạng vương chết, Muội bỏ trốn đến chỗ ông. Hán Cao Đế truy lùng hai ái tướng của Hạng Vũ là Chung Ly Muội và Quý Bố, Quý Bố ra hàng, được trọng dụng, nói với Hán đế về ý định đến chỗ Tín của Muội trước đó trong quân Sở. Hán đế bèn ra lệnh cho Hàn Tín bắt Muội.
Năm 201 TCN, có người đưa thư lên báo Sở vương Tín làm phản. Cao Đế dùng mưu kế của Trần Bình, giả cách thiên tử đi tuần thú hội họp chư hầu. Ở phương Nam có đất Vân Mộng, Hán Đế bèn sai sứ báo cho chư hầu sẽ họp ở đất Trần: Ta sẽ đi chơi Vân Mộng, kỳ thực vua Hán muốn bắt Hàn Tín, nhưng ông không biết.
Cao Tổ sắp đến Sở, Hàn Tín lo lắng vì chứa Chung Ly Muội trong nhà. Có người khuyên ông chém Muội để ra mắt nhà vua thì sẽ khỏi tội.
Ông bèn đến gặp Muội nói về việc ấy, Muội nói:
Nhà Hán sở dĩ không dám đánh lấy Sở là vì Muội ở nhà ông. Nay ông muốn bắt ta để nịnh nhà Hán, thì ta hôm nay chết nhưng ông cũng chết theo như trở tay mà thôi.
Rồi Muội mắng Hàn Tín: 
Nhà ngươi không phải bậc trưởng giả!
Sau đó đâm cổ chết. Hàn Tín ôm đầu Muội ra mắt Lưu Bang ở đất Trần. Lưu Bang sai võ sĩ trói ông lại chở ở xe sau. Ông nói: 
| “ | Đúng như người ta nói: "Thỏ khôn hết thì chó giỏi bị nấu, chim cao hết thì cung tốt bị cất, nước địch bị phá thì mưu thần hết đời". Thiên hạ đã bình định rồi, ta bị nấu là đáng lắm. | ” |

Lưu Bang đáp: 
Người ta bảo nhà ngươi làm phản.
Rồi sai áp giải ông về kinh. Đến Lạc Dương thì tha tội cho ông, giáng phong làm Hoài Âm hầu.
Ý kiến của các nhà nghiên cứu thống nhất rằng, Lưu Bang nghe theo các cận thần, hoặc tự đặt ra chuyện có người tố cáo Hàn Tín mưu phản để lấy cớ bắt ông mang về kinh quản thúc và giáng chức, kỳ thực Hàn Tín không có tội. Vì vậy khi đưa Hàn Tín từ nước Sở về kinh, lập tức Lưu Bang hạ lệnh tha ông do ông không còn binh quyền trong tay để đe doạ ngai vàng của Lưu Bang.

### Cái chết
Lúc thung dung nói chuyện với Hàn Tín về tài năng của các tướng, xem tài năng họ như thế nào, Lưu Bang hỏi ông: 
Như ta thì có thể cầm được bao nhiêu quân?
Hàn Tín nói: 
Bệ hạ chẳng qua chỉ cầm được mười vạn.
Lưu Bang lại hỏi:
Thế còn nhà ngươi thì cầm được bao nhiêu ?
Hàn Tín trả lời:
Thần thì càng nhiều càng tốt.
Lưu Bang cười nói: 
Càng nhiều càng tốt thì sao lại bị ta bắt ?
Hán Tín đáp:
Bệ hạ không có tài cầm quân, nhưng có tài cầm tướng, vì vậy cho nên Tín mới bị bệ hạ bắt.
Sau lần đó, Lưu Bang càng sợ tài của Tín và quyết trừ khử cho được.
Sử ký Tư Mã Thiên ghi đại ý: " Năm 196 TCN, Trần Hy làm phản. Lưu Bang thân hành làm tướng, đem quân đi đánh. Hàn Tín mưu tập hợp người nhà làm phản ở kinh đô để làm nội ứng cho Trần Hy. Nhưng vì có người môn hạ có tội với Hàn Tín bị ông bỏ tù, muốn giết đi nên em của người này ra đầu thú báo tin với triều đình, tố cáo ông muốn làm phản".
Lã hậu muốn gọi Hàn Tín vào, nhưng sợ ông không đến, nên bàn với Tướng quốc Tiêu Hà, giả vờ sai người từ ngoài chiến trường chỗ Lưu Bang trở về báo tin rằng: Trần Hy đã chết, các chư hầu, các quan đều đến mừng. Tiêu Hà lừa Hàn Tín rằng: 
Tuy ngài ốm, cũng xin cố gắng vào mừng.
Hàn Tín theo Tiêu Hà vào cung, Lã hậu lập tức sai võ sĩ trói ông, rồi mang chém ở nhà treo chuông trong cung Trường Lạc. Lúc sắp bị chém, Hàn Tín nói: 
| “ | Ta hối hận không dùng mưu kế của Khoái Triệt, cho nên mới bị bọn đàn bà con nít lừa dối. Há chẳng phái là vì trời muốn thế hay sao? | ” |

Lã hậu bèn giết cả ba họ nhà Hàn Tín. Sau khi Lưu Bang đã dẹp xong quân của Trần Hy trở về kinh đô, thấy ông đã chết nhà vua vừa mừng vừa thương.
Tiêu Hà trước kia là ân nhân của Hàn Tín, ra sức tiến cử ông với Lưu Bang, nhưng cuối cùng lại chính Tiêu Hà lừa ông vào cung cho Lã hậu giết. Bởi vậy đời sau nói rằng Hàn Tín "làm nên sự nghiệp nhờ bởi Tiêu Hà mà chết cũng do tay Tiêu Hà" (tiếng Trung: 成也蕭何，敗也蕭何; Hán-Việt: thành dã Tiêu Hà, bại dã Tiêu Hà).
Cuộc đời của Hàn Tín thành bại tồn vong đều bởi một Tiêu Hà và hai người phụ nữ, do đó có câu "sinh tử nhất tri kỷ, tồn vong lưỡng phu nhân" (tiếng Trung: 生死一知己，存亡两妇人).

### Nghi án lịch sử
Theo các nhà nghiên cứu, triều đình kết tội ông đồng mưu với phản thần Trần Hy làm nội gián, nhưng thực ra đây chỉ là sự vu cáo. Hàn Tín không có tội mà đây là do Lưu Bang, Lã hậu bày đặt vu hãm Hàn Tín do tài năng, công lao của ông quá lớn. Hàn Tín là người thực sự trung thành, đến mức ngu trung, với Lưu Bang, bởi Lưu Bang đã trọng dụng ông khi ông còn hàn vi, thất thế bên chính quyền Hạng Vũ. Cho nên, lúc Tín diệt Tề, thiên hạ 7 nước thì 6 đã theo Hán, nước Sở thế cô, Hạng Vũ sai thuyết khách đến dụ ông phản Hán nhưng ông không nghe. Mưu sĩ của ông là Khoái Triệt nhân đó cũng khuyên ông phản Hán để chia ba thiên hạ, nhưng Hàn Tín không nỡ.
Khi nắm hàng chục vạn binh hùng tướng mạnh trong tay như thế, Hàn Tín đã không hề có ý làm phản. Kể cả khi làm Sở vương, ông cũng giết bạn cũ Chung Ly Muội để chứng tỏ lòng trung thành, chứng tỏ ông không hề có ý phản Lưu Bang. Vì vậy, việc đặt điều nói rằng ông định tập hợp vài trăm nô tỳ mà làm phản thì quả là sự vu cáo vụng về, vì ông là nhà cầm quân lão luyện, không thể ngu muội làm một việc ngớ ngẩn để rước cái chết vào mình như vậy. Mà khi ông đã có ý làm phản thì sẽ không dám theo Tiêu Hà vào cung để cho Lã hậu bắt chém.
Sách Sử ký Chí nghi của Lương Ngọc Thắng nói: 
| “ | Tín chết oan vậy! Những người hiền ngày trước đều thấy ông không có tội trạng gì tỏ ra làm phản chỉ có mấy lời tố giác vu vơ đấy thôi... Qua Sử ký, dựa vào giấy tờ làm án mà viết ra cũng thấy rõ là sai. Bữa cơm ngàn vàng, cởi áo nhường cơm, lẽ nào phụ bạc Cao Đế. Không nghe Thiệp, Thông, không giữ quân làm vua đất Tề thì thế nào cũng không làm liều khi nhà ở Hoài Âm. Không nghĩ đến việc liên kết các vua lớn như Kinh Bố, Bành Việt thì ắt không giao ước dễ dàng với viên tướng ở ngoài biên giới xa xôi,... Ai nghe lời nói "khi nắm tay đuổi người xung quanh ra", việc mưu phản chưa chắc lại sơ suất như vậy? Số người và năng lực bọn tôi tớ bao lăm, Tín tất không dùng họ một cách liều lĩnh. Mới hay Cao Tổ sợ Tín không phải một sớm một chiều, Trương Lương giẫm vào gót chân, ghé tai mà nói ở Vu Thai, Cao Tổ cướp binh phù, đoạt quân đội, bắt trói cũng chưa cho là vừa, giết cả họ mới mừng. Xét câu: "Dẹp xong quân Trần Hy trở về vừa mừng vừa thương", đủ rõ Tín không có tội mà chết. | ” |

Các sử gia đều nói Hàn Tín bị oan. Cái chết của ông cũng như cái chết của nhiều công thần khai quốc nhà Hán khác như Bành Việt, Anh Bố, v.v... đều có sự khuất tất, do những mưu đồ vu cáo, hãm hại của chính vợ chồng Lưu Bang và các cận thần như Trần Bình, Trương Lương. Công lao, tài năng của Hàn Tín quá lớn khiến cho Lưu Bang không bao giờ yên tâm và phải tìm cách trừ khử, đúng như nhận định của Khoái Triệt và Vũ Thiệp trước kia.
Không phải một mình Hàn Tín, các khai quốc công thần làm vua chư hầu đều bị giết hoặc bị đuổi, phế truất (như Hàn vương Tín, Lương vương Bành Việt, Hoài Nam vương Anh Bố, Yên vương Tang Đồ, thậm chí cả Yên vương Lư Quán là bạn chí thân, Triệu vương Trương Ngao là con rể,...) bởi những tội trạng không rõ ràng để thay vào là các hoàng tử nhà họ Lưu.
Dù trước ông đã có trường hợp đại phu Văn Chủng nước Việt bị vua Câu Tiễn đối xử tương tự, nhưng khi nhắc đến câu "Thịt thỏ hết chó săn bị mổ", người ta vẫn thường nhắc đến chuyện của ông.

## Nhận định

### Công trạng
Hàn Tín là một danh tướng bách chiến bách thắng. Không có ông, quân Hán chưa chắc vượt qua được Tần Lĩnh mà tiến về phía đông và thắng được quân Sở mạnh mẽ. Trong tam kiệt, xét về quân sự thì đóng góp của ông là to lớn nhất. Một tay ông đã diệt Tam Tần và nước Hàn, sau đó đánh bại quân Sở giải vây cho Hán Vương ở Huỳnh Dương, bắc phạt diệt các nước Ngụy, Triệu, Yên, Tề. Tại trận Cai Hạ, phải có sự xuất hiện của Hàn Tín thì Hạng Vũ mới bị đánh bại.
Sau này khi muốn bình thiên hạ, Tào Tháo đã cố gắng tìm một tướng quân như ông, nhưng nhân tài ngàn năm có một như ông không xuất hiện vào thời Tam Quốc. Tào Tháo thường khen Tào Nhân là Hàn Tín nhưng thật ra đây là lời nói quá mà thôi. Người đời sau thường hay so sánh ông với danh tướng vô địch của nước Tần thời Chiến Quốc là Bạch Khởi. Hán Cao Tổ Lưu Bang từng khen ông:
| “            | Nắm trong tay trăm vạn quân đã đánh là thắng, tiến công là nhất định lấy thì ta không bằng Hoài Âm hầu. | ” |
| — Hán Cao Tổ | |   |

### Tài năng
Tên tuổi của ông gắn liền với những trận đánh nổi tiếng, được hậu thế nhắc đến như những điển hình về nghệ thuật quân sự như trận thế "bối thủy" phá Triệu, ngăn nước sông Tuy Thủy giết danh tướng Sở là Long Thư. Những chiến thuật mà ông sử dụng được trở thành thành ngữ của Trung Quốc như: Hàn Tín điểm binh; Minh tu sạn đạo, ám độ Trần Thương (sau này được biên tập lại thành một trong 36 kế); Thập diện mai phục. Có thể nói không ngoa rằng về mặt quân sự trong tranh chấp giữa Hán và Sở, Hàn Tín theo phe nào thì cán cân nghiêng về phía đó. Ông theo Sở thì Sở thắng, theo Hán thì Hán thắng. Hậu thế vẫn luôn nhìn nhận ông là một trong các đại tướng cầm quân xuất sắc nhất.
Đền ơn bà giặt lụa, lại không báo oán anh hàng thịt chứng tỏ ông là người trung hậu, đạo đức.
Tuy rất giỏi về quân sự nhưng về chính trị thì ông không nhạy bén, càng không phải là đối thủ của Lưu Bang. Khi chống Sở, ông ra điều kiện Lưu Bang phải phong cho mình làm Tề vương thì mới xuất quân đến cứu, nên tất nhiên Lưu Bang không còn tin tưởng ông nữa. Hàn Tín không nhận ra điều đó, khi nhà Hán đã có giang sơn thì ông lại không biết trao trả binh quyền, lui về nghỉ ngơi nên tất yếu trở thành mục tiêu mà Lưu Bang phải trừ bỏ. Kết cục ông bị Lã Hậu hành hình rất ác: xẻo mũi, róc thịt, vứt xương cho chó ăn, giết cả ba họ của ông. Trước khi chết ông hận mình không nghe lời Khoái Triệt là dấy binh phản lại nhà Hán.

## Hậu thế rửa hờn trong văn học
Nỗi oan của Hàn Tín khiến người đời sau hết sức cảm thông, thương xót cho một viên tướng tài năng, trung thành nhưng bị đối xử quá bạc bẽo và phải chết oan khuất.
Một văn nhân Trung Quốc đời sau đã sáng tác truyện thơ hư cấu mang tên Trọng Tương vấn Hán, được chuyển thể sang tiếng Việt bằng thơ lục bát vào đầu thế kỷ 20. Nội dung cơ bản của Trọng Tương vấn Hán nói về tiền căn báo hậu kiếp hay luân hồi quả báo kể từ thời Hán Sở tranh hùng cho đến cuối đời Đông Hán - Tam Quốc.
Theo đó, Hàn Tín kiếp sau được đầu thai làm Tào Tháo, còn Lưu Bang phải đầu thai làm Hán Hiến Đế Lưu Hiệp, còn Lã Hậu đầu thai làm Phục Hậu. Kiếp trước Hàn Tín bị Lưu Bang phụ bạc giết oan, kiếp sau Tào Tháo vẫn làm bầy tôi của Hiến Đế, nhưng chèn ép ức hiếp Hiến Đế và giết hại vợ Hiến Đế là Phục Hậu - Lã Hậu đầu thai. Những hành động của Tào Tháo với nhà Hán chính là việc làm báo oán kiếp trước của Hàn Tín.
Trọng Tương vấn Hán còn nói về nhiều sự đầu thai khác vào thời Tam Quốc của nhiều nhân vật thời Hán Sở.

## Có hai Hàn Tín sống cùng thời
Cùng thời với Hàn Tín, còn một nhân vật khác cũng có tên Hàn Tín. Ông là con cháu nước Hàn thời Chiến Quốc. Khi các nước ở Sơn Đông nổi dậy chống Tần, để có danh nghĩa tập hợp lực lượng, người ta tìm lại con cháu của chư hầu cũ đưa lên ngôi. Đại thần nước Sở là Hạng Lương đã sai Trương Lương tìm Hàn Thành làm Hàn vương. Hàn Tín là người cùng họ nên cũng được làm tướng. Sau khi Hàn Thành bị Hạng Vũ giết, Hàn Tín được Lưu Bang lập làm Hàn vương để có vây cánh chống Hạng Vũ.
Năm 204 TCN, Hạng Vũ vây ngặt Huỳnh Dương. Lưu Bang nhờ Kỷ Tín đóng giả ra hàng để chạy thoát về Thành Cao, cử Hàn vương Tín cùng Tung Công, Ngụy Báo và Chu Hà ở lại giữ thành. Hạng Vũ biết bị Kỷ Tín lừa, giết Tín rồi đánh thành mạnh hơn. Chu Hà, Tung Công giết Ngụy Báo vì sợ Báo lại phản Hán lần nữa. Cuối cùng Hạng Vũ vẫn hạ được thành, Tung Công và Chu Hà không hàng nên bị giết, Hàn Tín bị cầm tù. Lúc này Đại tướng quân Hàn Tín kia đang bình định nước Triệu.
Khi diệt xong Hạng Vũ, Lưu Bang cải phong Hàn Tín lên Thái Nguyên là vùng xa xôi, giáp địa giới Hung Nô (hệt như cách làm với Sở vương Hàn Tín), do đó dẫn đến việc Tín làm phản, dẫn Hung Nô vào đánh Hán. Sau này Tín chạy sang nương nhờ bên Hung Nô.
Rất ngẫu nhiên là cả hai Hàn Tín đều nổi danh trong thời Tần mạt Hán hưng, đều theo thờ Lưu Bang và cả hai đều bị vua phụ và chết cùng năm. Đây có lẽ là sự trùng hợp ngẫu nhiên có một không hai trong lịch sử.